# Jérémie Elkaïm
Jérémie Elkaïm es un actor, escritor y director francés, nacido el 29 de agosto de 1978 en París, Francia.

## Filmografía
- 1998 : Un léger différend de Olivier Seror (cortometraje)
- 1998 : Les puceaux dans Scènes de lit de François Ozon (cortometraje) : Paul
- 1999 : Transit : le chanteur Philippe Barassat (cortometraje)
- 2000 : Les éléphants de la planète Mars de Philippe Barassat (cortometraje)
- 2000 : Banqueroute de Antoine Desrosières : el bailarín
- 2000 : Presque rien de Sébastien Lifshitz : Mathieu
- 2001 : Folle de Rachid en transit sur Mars de Philippe Barassat
- 2001 : La Gueule du loup de César Campoy (cortometraje)
- 2001 : Petite sœur : le jeune homme de Eve Deboise (cortometraje)
- 2001 : Le pornographe de Bertrand Bonello
- 2001 : Sexy Boys de Stéphane Kazandjian : Frank
- 2003 : Qui a tué Bambi ? de Gilles Marchand : un amigo de Sami
- 2003 : Mariées mais pas trop de Catherine Corsini : Thomas
- 2006 : Le funambule de Guillaume Brac (cortometraje)
- 2006 : L'intouchable de Benoît Jacquot
- 2007 : Lisa et le pilote d'avion
- 2009 : La grande vie de Emmanuel Salinger : Damien Demorvaux
- 2010 : Madeleine et le facteur de Valérie Donzelli (cortometraje)
- 2010 : La reine des pommes de Valérie Donzelli : Mathieu/Pierre/Paul/Jacques
- 2011 : Polisse de Maïwenn : Gabriel
- 2011 : La guerre est déclarée de Valérie Donzelli : Romeo
- 2011 : Belleville Tokyo de Élise Girard : Julien Tourelle
- 2014 : Seek McCartney de Wang Chao (coproducción entre China y Francia)